# Nemoria
Genre
Synonymes
- Anaplodes Packard, 1876[1]
- Annemoria Packard, 1876[1]
- Aplodes Guenée, 1857[1]
- Eunemoria Packard, 1873[1]
- Hipparchiscus Walsh, 1864[1]
- Racheospila Guenée, 1857[1]

Nemoria est un genre de lépidoptères (papillons) de la famille des Geometridae.

## Systématique
Le genre Nemoria a été créé en 1818 par Jakob Hübner.

## Liste d'espèces
Selon BioLib (4 juin 2021) :
- Nemoria aemularia Barnes & McDunnough, 1918
- Nemoria albaria (Grote, 1883)
- Nemoria albilineata Cassino, 1927
- Nemoria arizonaria Grote, 1883)
- Nemoria aturia (Druce, 1892)
- Nemoria bifilata (Walker, 1863)
- Nemoria bistriaria Hübner, 1818
- Nemoria caerulescens Prout, 1912
- Nemoria catachloa (Hulst, 1898)
- Nemoria daedalea Ferguson, 1969
- Nemoria darwiniata (Dyar, 1904)
- Nemoria diamesa Ferguson, 1969
- Nemoria elfa Ferguson, 1969
- Nemoria erina (Dognin, 1896)
- Nemoria extremaria (Walker, 1861)
- Nemoria festaria (Hulst, 1886)
- Nemoria glaucomarginaria (Barnes & McDunnough, 1917)
- Nemoria intensaria (Pearsall, 1911)
- Nemoria karlae Pitkin, 1993
- Nemoria latirosaria (Pearsall, 1906)
- Nemoria leptalea Ferguson, 1969
- Nemoria lixaria (Guenée, 1858)
- Nemoria mimosaria (Guenée, 1858)
- Nemoria mutaticolor Prout, 1912
- Nemoria obliqua (Hulst, 1898)
- Nemoria outina Ferguson, 1969
- Nemoria pacificaria (Möschler, 1881)
- Nemoria parcipunta (Dognin, 1908)
- Nemoria pistaciaria (Packard, 1876)
- Nemoria priscillae Pitkin, 1993
- Nemoria pulcherrima (Barnes & McDunnough, 1916)
- Nemoria punctilinea (Dognin, 1902)
- Nemoria rindgei Ferguson, 1969
- Nemoria rubrifrontaria (Packard, 1873)
- Nemoria saturiba Ferguson, 1969
- Nemoria scriptaria (Hübner, 1823)
- Nemoria splendidaria (Grossbeck, 1910)
- Nemoria strigataria (Grossbeck, 1910)
- Nemoria subsequens Ferguson, 1969
- Nemoria tuscarora Ferguson, 1969
- Nemoria tutala (Dognin, 1898)
- Nemoria unitaria (Packard, 1873)
- Nemoria venezuelae (Prout, 1932)
- Nemoria viridicaria (Hulst, 1880)
- Nemoria zelotes Ferguson, 1969
- Nemoria zygotaria (Hulst, 1886)